# Violeta Alexandru
Violeta Alexandru, née le 11 novembre 1975 à Bucarest, est une personnalité politique roumaine. Elle est ministre du Travail et de la Protection sociale de 2019 à 2020.

## Biographie
Violeta Alexandru naît le 11 novembre 1975 à Bucarest.